# ターボロ (ノースカロライナ州)
ターボロ（英: Tarboro）は、アメリカ合衆国ノースカロライナ州中部東寄りのエッジコム郡の都市であり、同郡の郡庁所在地でもある。2010年国勢調査での人口は13,121 人だった。ロッキーマウント大都市圏に属している。ノースカロライナ州のインナーバンクス地域に位置し、19世紀初期に遡ることができる多くの歴史的教会がある。
ターボロの町は1760年にイギリス人開拓者によって認証された。ター川の屈曲部にあり、ピードモント台地の滝線にあるので、ター川の航行可能な上限の重要な川港だった。1730年代には既にこの天然の資源を活かしてヨーロッパ系アメリカ人の小さな町が出来ており、倉庫、税関やその他商業施設に加え、「質素で安価な」多くの家屋が建てられ、成長する村となった。
地元民は戦闘的な集団であり、初期の総督やその代理人には困難な時代があった。エッジコム郡住民はアメリカ独立戦争で独立を指向する強硬派となり、多くの者が大陸軍の士官として従軍した。中でもトマス・ブラウント（1759年-1812年）は、瀟洒なプランテーションハウスである「ザ・グローブ」の所有者となり、この家は改修されて現在一般公開されている。独立戦争のときは大変若い士官として捕虜になり、イングランドに送られて拘束されていた。ノースカロライナに戻った後、18世紀のアメリカでは最大級の商業・輸送会社に参加した。
「ザ・グローブ」は後にルイス・ディッケン・ウィルソン（1789年-1847年）の持ち物となり、ウィルソンはノースカロライナ州上院議員となり、米墨戦争に従軍した。その後の所有者ジョン・ルーサー・ブリッジャーズ（1821年-1884年）は南北戦争でメイコン砦の指揮官だった。
南北戦争で南軍の将軍となったウィリアム・ドーシー・ペンダーは、ターボロ市内のカルバリー教会墓地に埋葬されている。ペンダーはリー軍でも最大級に将来を嘱望される若い将軍だったが、1863年7月2日のゲティスバーグの戦いで致命傷を負った。1875年に創設されたペンダー郡にその名が残されている。その書簡集は『将軍から淑女に: ウィリアム・ドーシー・ペンダーからファニー・ペンダーに宛てた南北戦争時の手紙』と題されて、死後の1965年に出版された。

## 歴史
ターボロの町は1760年に創設され、ノースカロライナでは9番目に古い法人化町となった。ピードモント台地のター川滝線に位置し、植民地時代は地域の重要な川港として機能していた。南北戦争まで繁栄する貿易の中心地だった。
学者は、ターボロ周辺の地域には1733年までに入植されていたと考えているが、当時のエドワード・モースリーの地図では、イロコイ語を話すタスカローラ族インディアンのみを示している。1850年までにトーボロとして広く知られており、それはタスカローラ語で「健康の川」を意味する「トー」に由来していた。
1770年から1775年の地図では「ターバーグ」と呼ばれており、1760年11月30日、植民地議会によってターボロとして町に認証が与えられた。同年9月、ジョセフとエスターのハウェル夫妻がその資産の中の土地150エーカー (610,000 m2) を、ジェイムズ・モーア牧師、ローレンス・トゥール（商人）、アキラ・サッグ大尉とエリシャ・バトル大尉、ベンジャミン・ハートに、5シリングとコショウの実1つとの交換で譲渡した。これらの人物は市政委員であり、町の区画を1区画0.5エーカー (2,000 m2) 以下、通りの幅を80フィート (24 m) 以下として区割りを決め、公的用途のために12区画と50エーカー (200,000 m2) の「公用地」を取っておいた。1区画は2ポンドで販売され、利益はハウェル夫妻に渡された。しかし販売された全109区画について利益が受け取られてはおらず、また幾つかの区画は40シリング（2ポンド）では売られなかった。
1758年から1759年、ハリファックス郡がエッジコム郡から分離した後、当初の郡庁所在地であるエンフィールドはハリファクス郡内にあった。
1764年、ターボロは正式にエッジコム郡の郡庁所在地となった。郡政府はその後の4年間、レッドマンズフィールドで会合を開いていた。ノースカロライナ州議会は1787年に一度、また1987年にもここで開催された。初代大統領ジョージ・ワシントンは1791年の南部巡回のときに、ターボロで宿泊したことが知られている。この町について、「1門の大砲で祝砲が撃たれるほど良い」と言ったと伝えられている。
ジェレマイア・バトル博士の著書『エッジコム郡: ノースカロライナの12郡、1810年-1811年』に拠ると、当時の町は次のように記されていた。
南北戦争に向かう時代に奴隷労働によって綿花プランテーションが発達したために、1870年代までにハリファックス郡とエッジコム郡は、人口構成で黒人が多数となったノースカロライナ州北東部の数郡の中に入っていた。1899年に新しい州憲法が民主党によって成立されたことで黒人が参政権を失くすまでの間の19世紀最後の四半期に、ノースカロライナ州第2選挙区から4人の黒人アメリカ合衆国下院議員を送り出した。地方の役人にも多くの黒人が就いた。アメリカ合衆国下院議員のジョージ・ヘンリー・ホワイトは、弁護士として成功し、ターボロに住んだ。黒人の参政権を奪った州憲法が成立した後で州を離れた。ここでは黒人が人になることができないと言っていた。ホワイトは、ワシントンD.C.やペンシルベニア州フィラデルフィアで銀行家として成功した。
1965年の連邦政府に拠る投票権法が成立し、アフリカ系アメリカ人が投票する憲法に保障される権利を監督し、執行するようになった。それ以後は黒人もノースカロライナ州で再度政治の世界に参加できるようになっている。

### ターボロ歴史地区
1977年にアメリカ合衆国国立公園局に認定されたターボロ歴史地区は45ブロックにわたり、住宅から歴史ある教会、さらに19世紀に建てられた商店街まで300以上の建造物がターボロのメインストリートに沿って並んでいる。ターボロ歴史地区の入口は広さ15エーカー (61,000 m2) の公園であるターボロ・タウンコモンであり、背の高いオークの木と戦争記念碑が立っている。元々このタウンコモンが町を囲んでおり、国内でも2番目に古い法定タウンコモンである。当初のコモンは、家畜の放牧、町の集会、軍事訓練に使われており、ボストン以外では東海岸で唯一当初のコモンが残されている場所となっている。
この歴史地区の中に1808年に建設された連邦様式の邸宅であるブラウント・ブリッジャーズ邸があり、そこには重要な文書や、全国的に認知された画家でターボロ生まれのホブソン・ピットマン制作の作品が収められている。1982年に博物館として開館され、町の芸術と市民センターとして機能している。この家から始まる歴史地区国定レクリエーション・トレイルは、訪れる者を町の美しく古い街区に導いてくれる。この地区には18世紀の家屋5軒があり、その最古のものは教会通りとトレード通りの角に1785年頃に建設されたアーチボルド・ホワイト邸である。1800年から1860年の南北戦争以前の家屋は2ダース以上あり町に彩を添えている。最大の部分は19世紀後半から20世紀初期のものであり、ヴィクトリア様式、第二帝政様式、新古典派復活様式、さらにアーツ・アンド・クラフツ様式のものがある。歩いて行ける町の中心街は全国歴史保存信託の「メインストリート・プログラム」によって認知されている。
この歴史地区ではまた、北教会通りとアルベマール・アベニューの交差点で、ターボロ・エッジコム・ファーマーズマーケットが開催されている。このマーケットは火曜日と金曜日は午前7時から10時、土曜日は午前8時から11時に開かれる。ターボロ・コモンズ祭やブルーベリー・デイ、など様々な行事が中心街で開催されている。
ターボロ歴史地区やブラウント・ブリッジャーズ邸、ターボロ・タウンコモンに加えて、ターボロ町内のアメリカ合衆国国家歴史登録財に指定されているものとして、ザ・バラックス（プランテーションハウス）、バッツ邸と付属建物、カルバリー・エピスコパル教会と教会墓地、コーツ邸、クールモア・プランテーション、コットン・プレス、イースタンスター・バプテスト教会、エッジコム農業工場、ハウェル・ホームプレース、ローンパイン（ハウス）、オークランド・プランテーション、パイニー・プロスペクト（ハウス）、クイグレス・クリニック、鉄道駅複合施設、レッドモンド・シャックルフォード邸、セントポール・バプテスト教会、ウォルストン・ブラック邸がある。

## 位置と交通
ターボロから州間高速道路95号線やアメリカ国道64号線が近く、東海岸の主要市場へのアクセスを良くしている。その多くは車で1日以内の距離にある。州都ローリーからは約72マイル (116 km)、州東部の中心地グリーンビルから25マイル (40 km)、ロッキーマウント から10ないし15マイル (16 - 24 km)、アウターバンクスからも車で2時間である。地域の空港、貨物と旅客の列車、州間高速道路や州内高規格道路へも容易にアクセスでき、またモアヘッドシティやウィルミントンのように水深の深い港も近い。
主要高規格道路:
- アメリカ国道64号線: ターボロからローリーまで4車線。将来はターボロからアウターバンクスまでも4車線になる
- アメリカ国道258号線: 南北方向にバージニア州ノーフォークから南のジャクソンビルを繋ぐ幹線道
- 州間高速道路95号線: ターボロの西20マイル (32 km) にあり（4車線の国道64号線を使う）、ワシントンD.C.、ニューヨーク市、北東部や、南部のフロリダ州までを結ぶ
- ノースカロライナ州道44号線: 西の州間高速道路95号線とターボロを繋ぎ、東のノースカロライナ州ノーフォークも繋いでいる

空港:
- ターボロ・エッジコム空港: 滑走路は長さ4,500フィート (1,350 m)、照明付き。エプロンは長さ1,000フィート (300 m)。様々な小型飛行機の一般用途に対応

- ピット・グリーンビル空港: ターボロから約24マイル (39 km) にある。滑走路は、長さ6,000フィート (1,800 m) の照明付き精密進入と、長さ5,000フィート (1,500 m) の照明付き非精密進入の横風用、さらに長さ2,700フィート (810 m) の照明無し視覚進入の3本がある。シャーロット・ダグラス国際空港にはUSエアウェイズ・エクスプレスが1日11便のコミューター便を運航している。ジェット機運航もできる。チャーターを含め全ての航空機サービスが可能である。

- ロッキーマウント・ウィルソン空港: ターボロから25マイル (40 km)、長さ7,100フィート (2,130 m) の照明付き滑走路がある

- ローリー・ダーラム国際空港: ターボロから80マイル (130 km) にあり、多くの航空会社が利用している。コミューターサービスで北東部や南部の都市とも繋いでいる。

鉄道:
ターボロは貨物列車も旅客列車も利用できる。アムトラックが、ターボロから15マイル (24 km) のロッキーマウント駅に停車する南北方向の旅客列車を1日2往復運行している。この列車でワシントンD.C.、ニューヨーク市、マイアミ市、フィラデルフィア市に接続できる。さらにアムトラックの列車はグリーンズボロで停車し、アトランタやニューオーリンズに行く便もある。貨物列車はCSXトランスポーテーションが運行している。州内東部や、ターボロの西や南の地点とを結んでいる。

## 地理
ターボロ市は北緯35度54分10秒 西経77度32分45秒 / 北緯35.902850度 西経77.545959度 (35.902850, -77.545959)に位置している。
アメリカ合衆国国勢調査局に拠れば、市域全面積は9.8平方マイル (25 km2)であり、このうち陸地9.7平方マイル (25 km2)、水域は0.04平方マイル (0.10 km2)で水域率は041%である。

## 人口動態
以下は2010年の国勢調査による人口統計データである。
| 基礎データ - 人口: 11,427 人 - 世帯数: 4,359 世帯 - 家族数: 2,972 家族 - 人口密度: 442.4人/km2（1,145.4 人/mi2） - 住居数: 4,911 軒 - 住居密度: 195.1軒/km2（505.0 軒/mi2） 人種別人口構成 - 白人: 46.64% - アフリカン・アメリカン: 51.03% - ネイティブ・アメリカン: 0.06% - アジア人: 0.31% - 太平洋諸島系: 0.00% - その他の人種: 3.56% - 混血: 0.59% - ヒスパニック・ラテン系: 5.26% | 年齢別人口構成 - 18歳未満: 24.1% - 18-24歳: 8.2% - 25-44歳: 26.3% - 45-64歳: 23.4% - 65歳以上: 18.0% - 年齢の中央値: 39歳 - 性比（女性100人あたり男性の人口） - 総人口: 84.8 - 18歳以上: 78.3 世帯と家族（対世帯数） - 18歳未満の子供がいる: 29.2% - 結婚・同居している夫婦: 45.7% - 未婚・離婚・死別女性が世帯主: 18.7% - 非家族世帯: 31.8% - 単身世帯: 28.7% - 65歳以上の老人1人暮らし: 14.8% - 平均構成人数 - 世帯: 2.48人 - 家族: 3.02人 | 収入と家計 - 収入の中央値 - 世帯: 34,400米ドル - 家族: 42,938米ドル - 性別 - 男性: 29,889米ドル - 女性: 22,718米ドル - 人口1人あたり収入: 17,120米ドル - 貧困線以下 - 対人口: 11.2% - 対家族数: 15.3% - 18歳未満: 21.0% - 65歳以上: 13.6% |

ターボロの人口は過去30年間で着実に増加しているが、エッジコム郡の人口は減少しており、田園部から都市への移動を示唆している。

## バイダント病院
バイダント病院は117床、救急医療施設のある総合病院であり、ターボロ市、エッジコム郡と周辺町の住民が、自宅近くで幅広い医療を受けられるようになっている。かつてはヘリテージ病院と呼ばれていたが、2011年にバイダントが買収した。
1998年、ヘリテージが東部カロライナ大学医療システムに加入した。20以上の専門科がある。救急医療に加えて、リハビリ、腫瘍学、外来にも対応している。

## 著名な出身者
- トッド・ガーリー、NFLアメリカンフットボール選手、ロサンゼルス・ラムズ